# Elisabethstraße (Görlitz)
Die Elisabethstraße (häufig auch Elisabethplatz) ist eine Straße in der Stadt Görlitz. Die Elisabethstraße bildet die Grenze zwischen der historischen Altstadt und der Innenstadt. Die Straße wurde Mitte des 19. Jahrhunderts angelegt und folgt dem ehemaligen Verlauf der doppelten Stadtmauerrings an dieser Stelle.
Der westliche Teil des alleeartigen Mittelstreifens wird als Wochenmarkt genutzt. Vor allem Lebensmittelhändler bieten hier ihre Waren feil.
Die Straße wurde nach Elisabeth Ludovika von Bayern benannt, der Gattin des preußischen Königs Friedrich Wilhelm IV. In Görlitz wird die Straße auf Grund ihrer großen Ausdehnung und ihrem alleeartigen Mittelstreifen oft auch Elisabethplatz genannt.

## Geschichte
Vor der Anlegung der Elisabethstraße befand sich an deren Stelle und in der östlichen Fortsetzung bis zur Lausitzer Neiße die Stadtmauer, die Zwinger- und Grabenanlagen sowie mehrere Gärten. Vom Marienplatz aus befanden sich in Richtung Osten die Gärten von Bauer und Gevers, das Grundstück der Ressource und Bergs Garten. Auf der heutigen südlichen Straßenflucht standen 1773 mehrere Bäume. Später stellten die Tuchmacher hier ihre Tuchrähmen auf. Etwa in Höhe der heutigen Kreuzung mit der Bismarckstraße gab es das sogenannte Rähmhaus. Die Tuchrähmen verschwanden 1843 und der Topfmarkt wurde an deren Stelle verlegt.
Der Beschluss zum Ausbau des Geländes zur Promenade wurde 1843 gefasst. Die Arbeiten verzögerten sich jedoch durch den späteren Abbruch der Stadtmauer. Zwischen 1853 und 1855 wurde die Straße in ihrer heutigen Form angelegt. Hierzu wurden die Gräben gefüllt und das Mauer- und Zwingergelände im Norden für die neuentstehende Straßenflucht genutzt. Nach Osten wurde die Straße 1854 durch das Gebäude der Königlich Preußischen Bank abgeschlossen, das nach 1871 die Reichsbank-Stelle Görlitz beherbergte. Die heutige Jakob-Böhme-Straße, die nördlich an dem Bankgebäude vorbeiführt, trug damals den Namen An der Bank und fand 1864 ihre Fortsetzung mit der Anlegung der Bergstraße. Bereits 1862 wurde die Elisabethstraße vierreihig bepflanzt, es sollen damals 175 Bäume gewesen sein.
Die Klosterstraße wurde etwa zur gleichen Zeit wie die Elisabethstraße angelegt und teilt diese seitdem in einen östlichen und einen westlichen Teil. Seit 1864 findet in der Mitte der Promenade der Wochenmarkt statt, seitdem werden hier landwirtschaftliche und gärtnerische Produkte verkauft. Zwischen 1882 und dem Ersten Weltkrieg querte die Görlitzer Straßenbahn die Promenade in der Achse Bismarckstraße–Klosterstraße.
Die Stadt führte 1871 einen Architektenwettbewerb für den Bau einer Knabenmittelschule an der Elisabethstraße durch. Für den Bau des neuen Schulgebäudes wurde schließlich 1873 das alte Stockhaus aufgekauft und abgebrochen. Der Bau der Elisabethschule wurde von Stadtbaurat Karl Marx koordiniert. Der Schulneubau konnte schließlich 1875 eingeweiht werden. Heute ist in dem Gebäude die Oberschule Innenstadt untergebracht.